# John Maurice Clark

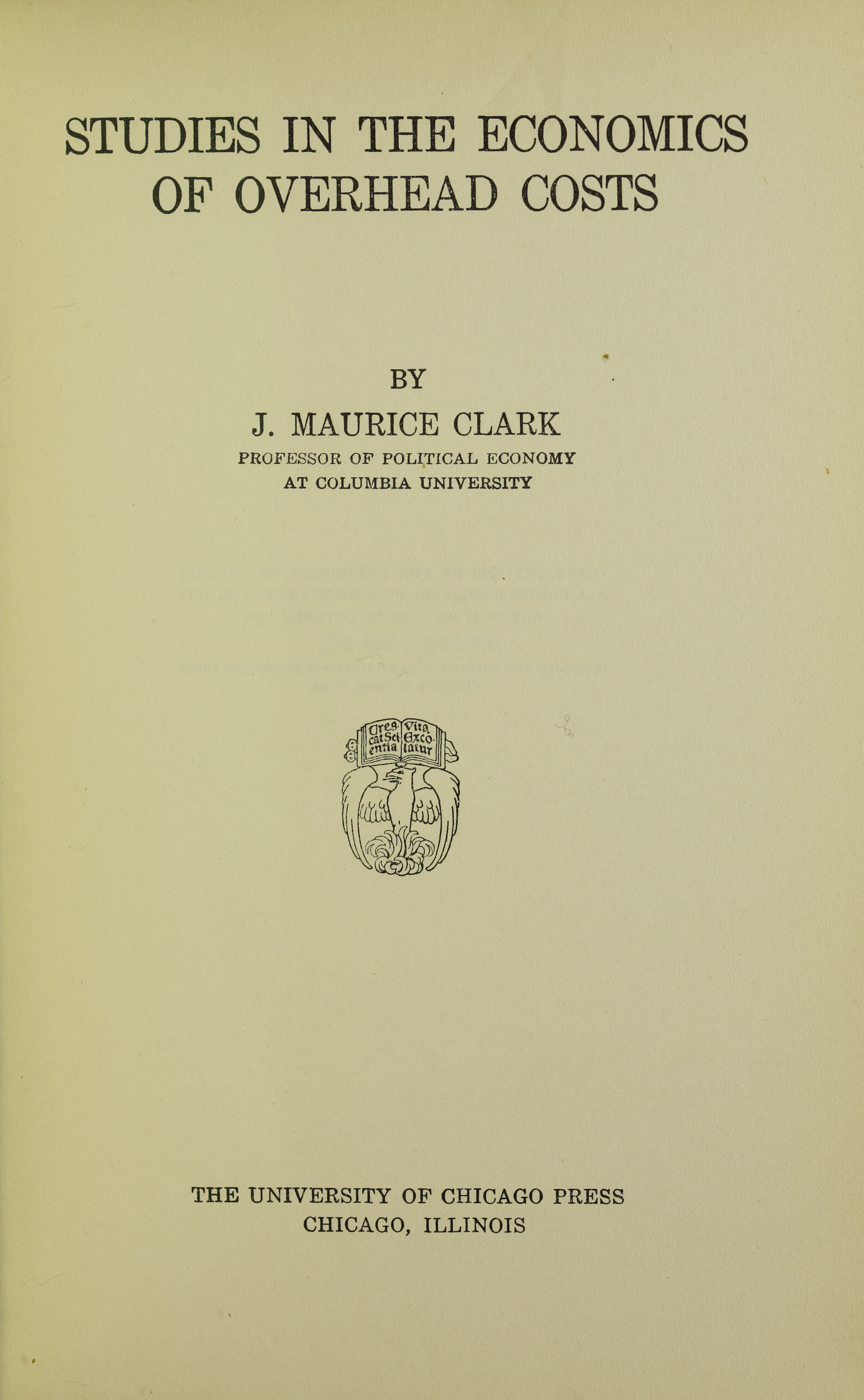
Studies in the economics of overhead costs, 1923

John Maurice Clark (* 30. November 1884 in Northampton, Massachusetts; † 27. Juni 1963 in Westport, Connecticut) war ein US-amerikanischer Ökonom.

## Leben
Er war der Sohn des US-amerikanischen Ökonomen John Bates Clark.
Clark gilt als Begründer der Theorie des funktionsfähigen Wettbewerbs (englisch Workable Competition). Dieser setzt die Messbarkeit des Marktpreises von Produkten eines Monopolisten voraus. Harvey Leibenstein konnte jedoch mit seinen X-Ineffizienzen zeigen, dass diese Messung sehr schwierig ist. John M. Clark stellte darüber hinaus 1939 die Gegengiftthese auf.
Clark wurde 1934 in die American Academy of Arts and Sciences gewählt. Zwei Jahre später stand er der American Economic Association als gewählter Präsident vor. Seit 1944 war er Mitglied der American Philosophical Society.

## Ehrungen
- 1952: Francis-A.-Walker-Medaille der American Economic Association[3]